# Tschkalowe (Pryasowske)
Tschkalowe (ukrainisch Чкалове; russisch Чкалово Tschkalowo) ist ein Dorf im Süden der ukrainischen Oblast Saporischschja mit etwa 950 Einwohnern (2001).
Die unter dem Namen Troizke gegründete Ortschaft hieß von 1883 an Kostjantyniwka und erhielt 1938 ihren heutigen Namen.
Die 2,268 km² große Ortschaft liegt auf einer Höhe von 15 m am Ufer des Asowschen Meeres, 25 km südlich vom Rajonzentrum Pryasowske und etwa 170 km südlich vom Oblastzentrum Saporischschja.
Tschkalowe ist die einzige Ortschaft der gleichnamigen, 35,470 km² großen Landratsgemeinde im Süden des Rajon Pryasowske. Im Nordosten grenzt die Gemeinde an die Landratsgemeinde Nowokostjantyniwka und im Südwesten an die Landratsgemeinde von Stepaniwka Perscha.

## Söhne und Töchter der Ortschaft
- Fjodor Filippowitsch Konjuchow (* 1951),  russischer Abenteurer, Reisender, Schriftsteller, Maler und Priester